# Ville Nieminen
Ville Juhani Nieminen (* 6. dubna 1977, Tampere) je bývalý finský lední hokejista, křídelní útočník. S finskou reprezentací získal stříbrnou medaili na olympijských hrách v Turíně roku 2006. Stříbro má také ze Světového poháru 2004. Hrál též na MS 1997 (5. místo) a olympijských hrách v Albertville roku 1992 (6. místo). Všechny své sezóny ve finské nejvyšší soutěži odehrál za Tapparu, s výjimkou té poslední, kdy se stal hráčem Lukko Rauma. Tři roky strávil v KHL, kde vystřídal dresy Sibiru Novosibirsk, Neftěchimiku Nižněkamsk a Dinama Riga. Většinu kariéry ale prožil v zámoří, v NHL hrál za kluby Colorado Avalanche, Pittsburgh Penguins, Chicago Blackhawks, Calgary Flames, New York Rangers, San Jose Sharks a St. Louis Blues. S Coloradem vyhrál v roce 2001 Stanley Cup. Odehrál v základní části NHL 385 utkání, zaznamenal 117 kanadských bodů a vstřelil 48 branek. Ve vyřazovací části (Stanelyově poháru) přidal 58 zápasů, 20 bodů a 8 gólů. Vedle ledního hokeje se intenzivně věnoval inline hokeji, roku 1999 byl vyhlášen finským inline hokejistou roku. Po skončení hráčské kariéry se stal trenérem, vedl kluby KeuPa HT, Mikkelin Jukurit a Pelicans Lahti. V současnosti je trenérem Modo Hockey.